# Tenecteplase
Il tenecteplase è un farmaco appartenente alla classe dei fibrinolitici.

## Indicazioni
L'impiego del tenecteplase è indicato nel trattamento di patologie secondarie alla formazione di trombi, come l'infarto miocardico acuto e l'ictus ischemico, che vengono erosi dal principio attivo, in modo da ripristinare - anche solo parzialmente - il passaggio di sangue nel vaso e quindi l'irrorazione dei tessuti a valle.

## Via di somministrazione
Il farmaco viene somministrato tramite iniezione endovenosa in bolo.

## Controindicazioni
Tenecteplase è controindicato in caso di emorragie, traumi o recenti interventi chirurgici. Il farmaco va evitato in caso di patologia polmonare, pericardite, epatopatia. In caso di allattamento non si dovrebbe nutrire il bambino nelle 24 ore successive alla somministrazione del farmaco.

## Effetti collaterali
Fra gli effetti collaterali si riscontrano in primis emorragie, nausea, vomito, comparsa di aritmie, febbre, più raramente convulsioni, ipertensione.